# Bret Michaels

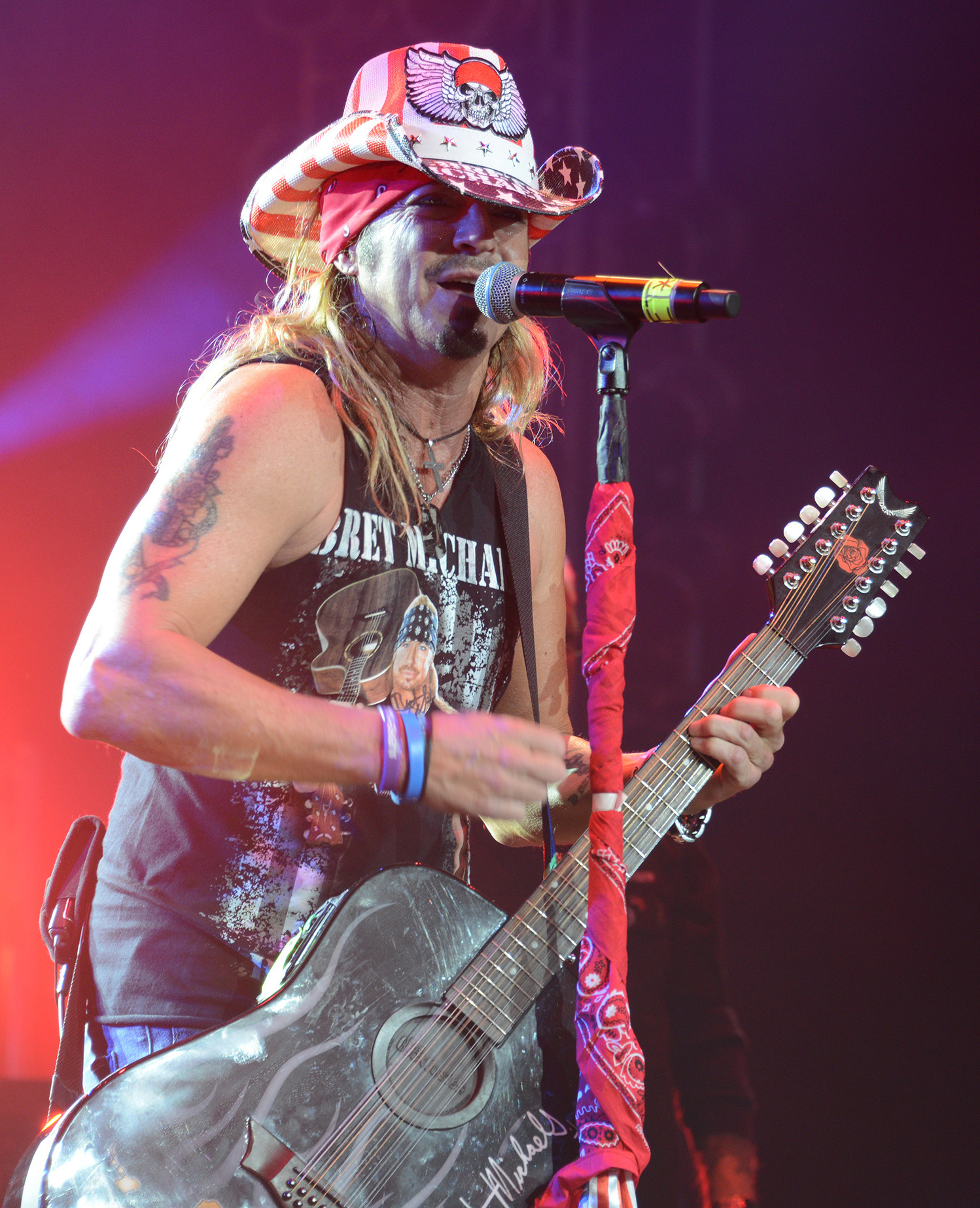
Bret Michaels, 2019

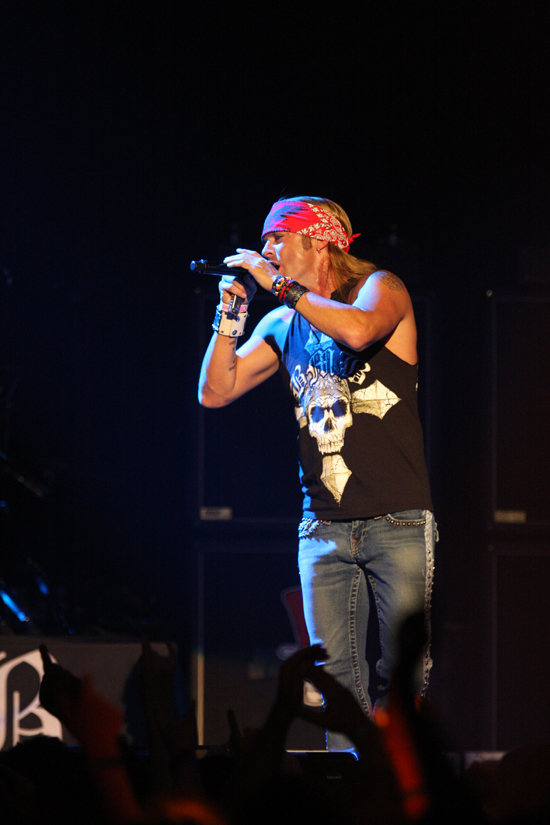
Michaels bei einem Konzert von Poison (2011)

Bret Michaels alias Bret Michael Sychak (* 15. März 1963 in Butler, Pennsylvania) ist ein US-amerikanischer Sänger, Schauspieler, Regisseur, Drehbuchautor und Produzent. Er wurde als Sänger der Glam-Metal-Band Poison bekannt. Daneben ist er auch als Solokünstler erfolgreich.
Er war in der Reality-TV-Show Rock of Love und ihren Nachfolgern zu sehen, die in Deutschland auf MTV liefen.

## Werdegang
Bereits im Kindesalter wurde bei Michaels, der mit zwei Schwestern aufwuchs, Diabetes festgestellt. Er thematisiert seine Krankheit offen. Als Teenager begann er mit dem Gitarrespielen und gründete 1983 in Harrisburg seine erste Band namens Paris. 1984 zogen die Musiker nach Los Angeles und alsbald benannten sie sich in Poison um.
In den Jahren 1996 bis 1999 leitete er gemeinsam mit Charlie Sheen die Produktionsfirma Sheen/Michaels Entertainment. Bei den Veröffentlichungen ist er als ausführender Produzent, Produzent oder als Schauspieler in Nebenrollen tätig gewesen. Hervorzuheben ist hier "A Letter from Death Row – Nachricht aus der Todeszelle" mit Martin Sheen, für den Michaels die Hauptrolle übernahm, den Soundtrack einspielte, Regie führte und auch das Drehbuch schrieb.
2007 bis 2010 übernahm er wieder die Rolle des Hauptakteurs für Reality-TV-Formate. Zudem produzierte er auch die 3 Staffeln Rock of Love und ihrer Spin-offs. Daneben trat er als Kandidat bei Celebrity Apprentice und als Juror bei der Talentshow Nashville Star auf. Gleichzeitig mit seiner Fernsehpräsenz gelang ihm als Solokünstler der Einstieg in die US-Charts.
In jüngster Zeit wurden gesundheitliche Probleme bei Michaels berichtet. So wurde auf seiner Webseite mitgeteilt, er habe im April 2010 eine Hirnblutung und im Mai des Jahres einen kleineren Schlaganfall erlitten. Zudem wurde ein „Loch“ in seinem Herzen diagnostiziert (persistierendes Foramen ovale).
Im April 2020 nahm Michaels als Banana an der dritten Staffel des US-amerikanischen Ablegers von The Masked Singer teil und erreichte den siebten von 18 Plätzen. In einer Episode der zehnten Staffel sang er vor dem letzten Kandidatenduell Nothin’ But a Good Time von Poison. In der neunten Folge der 13. Staffel präsentierte er einen Hinweis zur Identität des Kandidaten Nessy (Edwin McCain).

## Diskografie

### Mit Poison
→ siehe Poison

### Solo
- A Letter from Death Row (1998)
- Country Demos EP (2000)
- Songs of Life (2003)
- Freedom of Sound (2005)
- Custom Built (2010)
- Jammin´ with Friends (2013)

Alle Studioalben nach dem Erscheinungsjahr 2000 sind mehr oder weniger stark mit bereits veröffentlichtem Material angereichert worden, wodurch sie auch als Kompilation eingeordnet werden können.

### Kompilationen
- A Salute to Poison: Show Me Your Hits (2000)
- Ballads, Blues and Stories (2001)
- Rock My World (2008)
- True Grit (2015)